# Clafoutis
Clafoutis nebo také milliard je letní dezert typický pro francouzskou kuchyni. Pochází z oblasti Limousin a je zmiňován již v roce 1864. Název se odvozuje z okcitánského výrazu clafir, který znamená „plnit“.
Clafoutis se připravuje z třešní, doporučuje se obzvláště tmavá odrůda z Montmorency. Ty se naskládají do nízké dortové formy nebo zapékací misky (v klasickém receptu se ponechávají vcelku, protože z pecek se při pečení uvolňuje amygdalin, který dává clafoutisu charakteristickou příchuť), pokapou třešňovicí a zalejí řídkým těstíčkem z mouky, vajec, mléka, cukru, soli a vanilkového extraktu. Peče se v zavřené troubě 30–45 minut při teplotě okolo 180 °C. Uvnitř musí těsto zůstat vláčné jako palačinka. 
Hotový clafoutis se podává teplý a pocukrovaný, někdy i se šlehačkou, podávají se k němu sladká vína jako např. muškát žlutý.
Variantou clafoutisu je flaugnarde, do něhož se místo třešní používá jiné ovoce podle sezóny, např. broskve, ostružiny, švestky, jablka nebo hrušky.